# جامع نصر الله
جامع نصر الله (بالتركية: Nasrullah Cami)‏ جامع عثماني من القرن السادس عشر في قسطموني، تركيا.
يقع المسجد في مركز مدينة قسطموني إلى الغرب من مكتب محافظة قسطموني ونهر غوك.
بني المسجد بتكليف من القاضي نصر الله من الإمبراطورية العثمانية. وقد بني عام 1506 في عهد السلطان بايزيد الثاني. وقد خضع بناؤه للترميم في عام 1746 و 1845 و 1945.
للمسجد تسع قباب على ستة أعمدة مربعة. وللمسجد مئذنتان.